# Nga Sơn, Ngọc Khê
Huyện tự trị dân tộc Di Nga Sơn, gọi tắt là Nga Sơn (tiếng Trung: 峨山彝族自治县; bính âm: Éshān yízú Zìzhìxiàn, Hán-Việt: Nga Sơn Di tộc tự trị huyện) là một huyện tự trị nằm trong địa cấp thị Ngọc Khê, tỉnh Vân Nam, Trung Quốc. Trong huyện tự trị này có các dân tộc Di, Hán, Hồi, Cáp Nê, Mông Cổ cùng sinh sống. Tên gọi cũ của huyện này là Tập Nga. Huyện nằm trong khu vực từ 101°52' tới 102°37' kinh đông và từ 24°01' tới 24°32' vĩ bắc. Diện tích 1.972 km², dân số năm 2000 là 150.000 người. Chính quyền huyện đặt tại trấn Song Giang.

## Phân chia hành chính
- 5 trấn: Song Giang, Tiểu Nhai, Điện Trung, Hóa Niệm, Tháp Điện.
- 3 hương: Xóa Hà, Đại Long Đàm, Phú Lương Bằng.

## Giao thông
- Quốc lộ 213